# Calle Loreto
La calle Loreto o Intik'ijllu (del quechua: Callejón o calle del sol) es una calle ubicada en la Zona monumental de la ciudad de Cusco, Perú. Es conocida por los muros incas que se conservan en la actualidad.
Se desconoce la fecha de apertura de la calle pero se tiene conocimiento de que la misma existía durante el imperio inca al ser la vía que dividía el Amarucancha, palacio del inca Huayna Cápac, del palacio del Acllawasi. La calle sirve de ejemplo de la forma cómo se disponía el urbanismo inca mediante grandes canchas limitadas por muros de piedra. 
La calle tomó el nombre de Loreto por ser lindero a la capilla de Nuestra Señora de Loreto ubicada al costado de la Iglesia de la Compañía.Desde 1972 la vía forma parte de la Zona Monumental del Cusco declarada como Monumento Histórico del Perú. Asimismo, en 1983 al ser parte del casco histórico de la ciudad del Cusco, forma parte de la zona central declarada por la UNESCO como Patrimonio Cultural de la Humanidad. y en el 2014, al formar parte de la red vial del Tawantinsuyo volvió a ser declarada como patrimonio de la humanidad.

## Recorrido

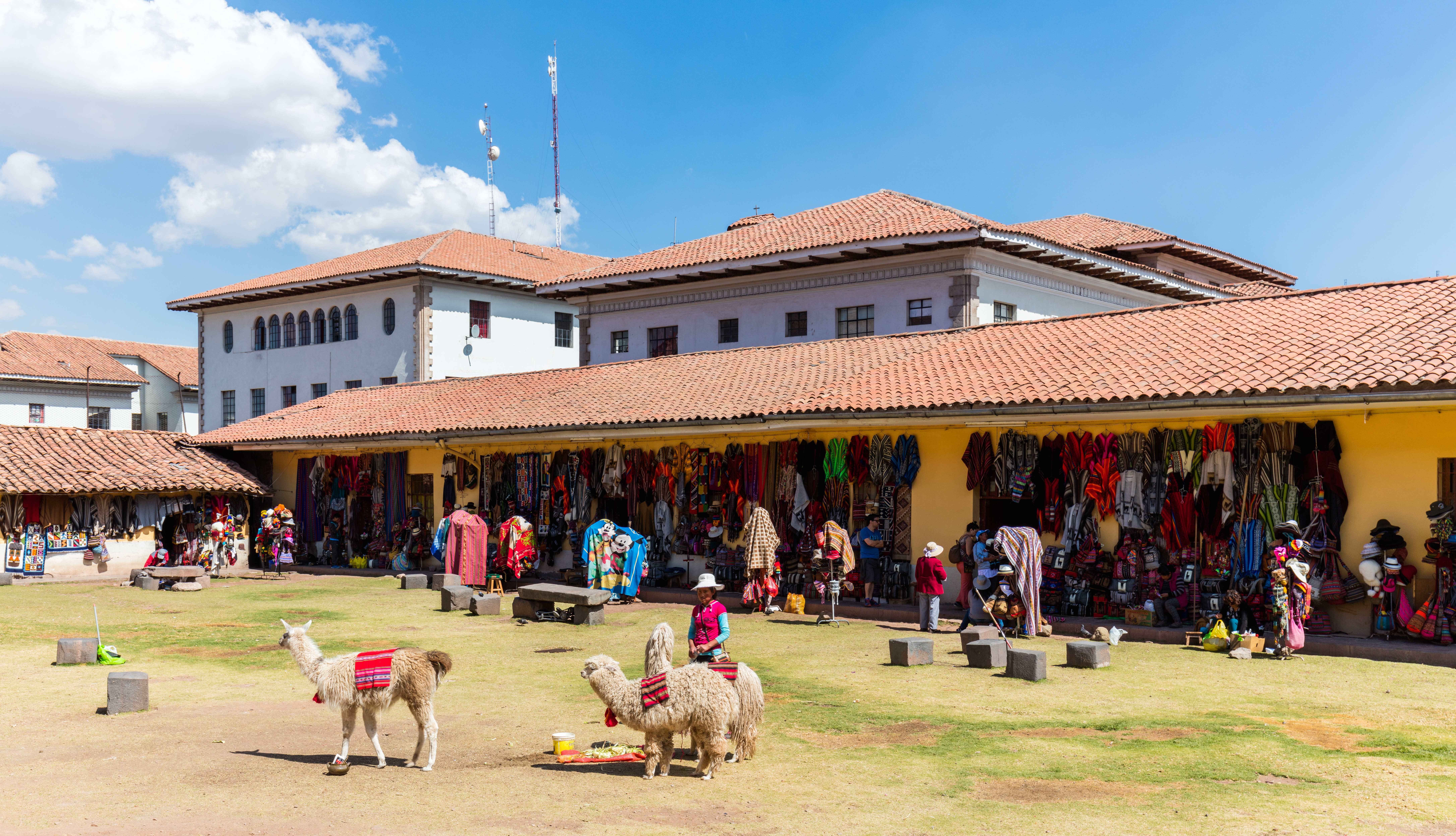
Feria ubicada a la espalda del Palacio de Justicia.

La calle inicia su trayecto desde la Plaza de Armas entre la capilla de Nuestra Señora de Loreto y el Portal de Carrizos. Hacia la izquierda se encuentra la entrada de la antigua casa de Zelenque donde actualmente se ubica la cadena Starbucks. Zelenque fue un personaje del siglo XVII conocido como hombre descreído pero existe una pintura en la Catedral dando cuenta que este personaje logró salvar la imagen de la Virgen de Belén por lo que, afirma la creencia, se le perdonaron los pecados. El recorrido sigue casi sin tener ningún ingreso salvo aquel que da a la espalda del actual Palacio de Justicia y que correspondía a la ubicación de la antigua cárcel. Actualmente en dicho espacio se encuentra una feria de artesanías. El recorrido de la calle culmina en la calle Afligidos mientras que su recorrido continúa en la calle Pampa del Castillo.

#### Libros y publicaciones
- Angles Vargas, Víctor (1988). Historia del Cusco Incaico Tomo I. Lima: Industrialgráfica S.A.
- Angles Vargas, Víctor (1983). Historia del Cusco Cusco Colonial Tomo II Libro Segundo. Lima: Industrialgrafica S.A.
- Cahill, David (2005). «El rostro del inca perdido: la Virgen de Loreto, Tocay Cápac y los ayarmacas en el Cuzco colonial». Historia (Lima: IEP) (28). Consultado el 10 de octubre de 2019.
- Coronado Esquivel, Jessica; Apaza Callañaupa, Roel (2017). «La modernización de la ciudad y su salubridad: la canalización del Cusco a principios del siglo XX». Summa Humanitatis 9 (1). Consultado el 7 de octubre de 2019.
- Matto de Turner, Clorinda (1976). Tradiciones Cuzqueñas Completas. Lima: PEISA. Consultado el 10 de octubre de 2019.
- Valcárcel, Luis E. (1981). Memorias. Lima: IEP. Consultado el 11 de octubre de 2019.
- Quispe Gonzáles, Evaristo (2015). «Regeneración Urbana, Turismo y Barrios del Centro Histórico del Cusco, Patrimonio Cultural de la Humanidad. Análisis Comparativo 1983-2005». devenir 2 (4): 45-72. Archivado desde el original el 10 de octubre de 2019. Consultado el 3 de octubre de 2019.

- Datos: Q19593752
- Multimedia: Loreto street / Q19593752